# Fanmail
Fanmail (stiliserat FanMail) är det tredje studioalbumet av den amerikanska R&B-gruppen TLC, utgivet 1999. Kända låtar som "No Scrubs", "Unpretty", "Dear Lie" och "Silly Ho" finns med på detta album, men det var bara "No Scrubs" och "Unpretty" som kom etta på topplistorna. Albumet sålde sammanlagt tio miljoner exemplar och vann ett flertal priser (bland annat för bästa R&B-album).

## Låtlista
1. Fanmail - 4:00
2. The vic-E Interpretation-Interlude - 0:18
3. Silly Ho - 4:15
4. Whispering playa-Interlude - 0:52
5. No Scrubs - 3:34
6. I'm Good At Being Bad - 5:38
7. If They Knew - 4:04
8. I Miss You So Much - 4:59
9. Unpretty - 4:39
10. My Life - 4:01
11. Shout - 3:59
12. Come On Down - 4:18
13. Dear Lie - 5:10
14. Communicate-Interlude - 0:51
15. Lovesick - 3:53
16. Automatic - 4:31
17. Don't Pull Out On Me Yet - 4:33

## Medverkande
- Tionne "T-Boz" Watkins – sång
- Lisa "Left Eye" Lopes – sång, rap
- Rozonda "Chilli" Thomas – sång
- Dallas Austin – arrangering, bakgrundssång, produktion, exekutiv producent
- Tameka Cottle – arrangering, bakgrundssång
- Kandi Burruss – arrangering, bakgrundssång
- Babyface – Synclavier, akustisk gitarr, keyboards, produktion, trumprogrammering, exekutiv producent
- Jermaine Dupri – produktion, ljudmix
- Debra Killings – bakgrundssång
- Ricciano "Ricco" Lumpkins – produktion, ljudtekniker, keyboards, Synclavier, trumprogrammering